# Criza alimentară din Cornul Africii din 2011

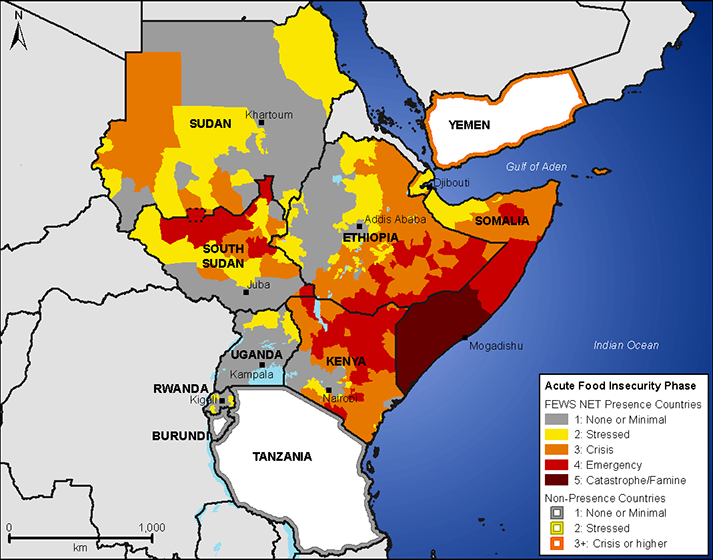
Situaţia în iulie-septembrie

O secetă severă a afectat întreaga zonă a Africii de Est în anul 2011. Se spune că ar fi „cea mai rea secetă din ultimii 60 de ani”. Seceta a provocat o criză alimentară severă în Somalia, Etiopia și Kenya, amenințând traiul a peste 13,3 milioane de oameni. Mulți refugiați din sudul Somaliei au fugit către țările vecine - Kenya și Etiopia, unde aglomerația, condițiile de trai neigienice, împreună cu malnutriția severă au condus la un număr mare de decese. Alte țări din zona Cornului Africii, cum ar fi Djibouti, Sudan, Sudanul de Sud și părți din Uganda, sunt, de asemenea, afectate de o criză alimentară. 
Pe 20 iulie, Organizatia Națiunilor Unite (ONU) a declarat în mod oficial starea de foamete în două regiuni din sudul Somaliei, o stare care nu mai fusese declarată de ONU de aproape treizeci de ani. Se presupune că zeci de mii de oameni au decedat în sudul Somaliei înainte de declararea stării de foamete. Pe 3 august, ONU a declarat starea de foamete în trei alte regiuni din sudul Somaliei, pe motivul înrăutățirii condițiilor de trai și datorită acțiunilor umanitare tardive. Se aștepta ca foametea să se răspândească peste toate regiunile din sud în următoarele patru - șase săptămani. Pe 5 septembrie, ONU a adăugat întreaga regiune Bay din Somalia pe lista regiunilor lovite de foamete. ONU a susținut cu câteva transporturi aeriene de provizii ajutorul acordat pe teren, dar acțiunile umanitare de răspuns la criză au fost stânjenite de lipsa acută de fonduri și de lipsa de securitate din regiune. În jur de 63% din apelul de fonduri de $2.5 miliarde efectuat de ONU pentru asistență umanitară a fost acoperit.